# Ugga
Ugga (l.mn. Ugia)(Ughià, Ukia, Ugiya) – dawna sudańska jednostka, stosowana w XIX wieku, równa 12 Dirhem. Była też jednostką pojemności około 37,5 mililitra i jednostką masy, około 37,4 grama. 